# Home Tonight
Home Tonight är en låt av Aerosmith skriven av Steven Tyler. Låten släpptes som den andra singeln från albumet Rocks (utgivet 1976) och nådde nummer 71 på Billboard Hot 100. I sången spelar Brad Whitford gitarrsolot istället för Joe Perry som oftast handhar gitarrsolona.